# 三重県道33号南島紀勢線
三重県道33号南島紀勢線（みえけんどう33ごう なんとうきせいせん）は、三重県度会郡南伊勢町から大紀町に至る主要地方道（三重県道）である。

## 概要

### 路線データ
- 起点：度会郡南伊勢町古和浦字寺前263番2地先[1][4]（国道260号交点）
- 終点：度会郡大紀町柏野字沼ケ野1698番1地先[1][4]（国道42号交点、沼ヶ野交差点）
- 総延長：14.8107 km[1]
- 実延長：14.6883 km[1]
- 重用延長：122.4m[1]
- 橋梁：25本（総延長：156.0m）[1]

## 歴史
- 1959年（昭和34年）1月25日 - 三重県道723号柏野南島線として路線認定[5]。
- 1971年（昭和46年）6月26日 - 建設省（現・国土交通省）が一般県道柏野南島線を南島紀勢線として主要地方道に指定[6]。
- 1972年（昭和47年）3月31日 - 三重県道33号南島紀勢線に改称[7]。
- 1993年（平成5年）5月11日 - 建設省から、主要県道南島紀勢線が南島紀勢線として主要地方道に再指定される[8]。

## 路線状況

### 利用状況
交通量
| 地点           | 平日12時間        | 平日24時間        |
| 地点           | 2005年度⇒2010年度 | 2005年度⇒2010年度 |
| 度会郡大紀町崎 | 374台⇒295台       | 490台⇒375台       |

## 地理
古和浦集落から古和川沿いを進み、等高線に沿って古和峠（南伊勢・大紀境）に至る。古和峠から古和河内川・注連小路川に沿って終点の沼ヶ野交差点に至る。

### 通過する自治体
- 度会郡
  - 南伊勢町
  - 大紀町

### 接続する主な路線
- 国道260号：起点
- 国道42号：終点